# Zwierzchnictwo Rzeki Oranje
Zwierzchnictwo Rzeki Oranje – istniejące w latach 1848–1854 terytorium, położone pomiędzy rzekami Oranje i Vaal, które znajdowało się pod kontrolą Wielkiej Brytanii, a następnie przekształcone zostało w Wolne Państwo Oranii.
8 października 1845 kapitan William Sutton został mianowany "brytyjskim rezydentem dla plemion żyjących na północny wschód od granicy (Kolonii Przylądkowej)". Sutton został 16 stycznia 1846 zastąpiony przez kpt. Henry'ego Douglasa Wardena, który zakupił farmę Bloemfontein w celu utworzenia stolicy nowego terytorium. W marcu 1849 Wardena zastąpił cywilny komisarz, którym był C. U. Stuart, jednak Warden pozostał rezydentem w Bloemfontein do lipca 1852.
Harry Smith proklamował brytyjskie Zwierzchnictwo Rzeki Oranje 3 lutego 1848. W październiku 1849 król Basuto, Moshoeshoe I, został zmuszony przez Brytyjczyków do podpisania nowego traktatu granicznego, nowa granica pomiędzy państwem Basuto i Zwierzchnictwem była znana jako Linia Wardena.
3 lipca 1852 roku następcą Wardena na stanowisku rezydenta został Henry Green. Po zmianach w brytyjskim rządzie nastąpiła zmiana stanowiska Londynu w sprawie regionu rzeki Oranje. Brytyjski rząd zmierzał od tego czasu do wycofania się z tego terenu. Sir George Russell Clerk został w 1853 specjalnym komisarzem "do uregulowania spraw Zwierzchnictwa", w sierpniu tego roku spotkał się on z przedstawicielami burskich społeczności w celu omówienia spraw dotyczących utworzenia samorządu.
23 lutego 1854 podpisana została Konwencja Rzeki Oranje (Konwencja Bloemfontein), którą podpisał Clerk i miejscowy komitet. Garnizon brytyjski opuścił Bloemfontein 11 marca 1854. Burski rząd ogłosił utworzenie Wolnego Państwa Oranii.

## Przedstawiciele rządu brytyjskiego

### Rezydenci
- William Sutton - 1845-1846
- Henry Douglas Warden - 1846–1852
- Henry Green - 1852–1854

### Komisarze
- C. U. Stuart - 1849–1853
- George Russell Clerk - 1853–1854